# سكالداسول (بافيا)
سكالداسول (بالإيطالية: Scaldasole)‏ هي بلدة تقع في مقاطعة بافيا بإقليم لومبارديا في شمال إيطاليا. تبلغ مساحة هذه المدينة 11.6 (كم²)، وترتفع عن سطح البحر م، بلغ عدد سكانها 902 نسمة في عام 2004 حسب إحصاء المعهد الوطني للإحصاء.

## السكان
في سنة 1861 بلغ عدد السكان 1٬074 نسمة، وتطور العدد ليصل في سنة 2011 لـ 967 نسمة.
يظهر هذا المخطط البياني تطور النمو السكاني لـ سكالداسول (بافيا)